# شروین
شروین یک نام پسرانه است. شروین اشاره به نام انوشیروان نیز دارد؛ «انوشه» به معنای ابدی و «روان» به معنای جان، که روی هم معنای جاودانه را به ذهن یادآور می‌شود. «شروین» نام تعدادی از پادشاهان و سردارن طبرستان بوده‌است.

## افراد سرشناس دارای نام «شروین»
- شروین نام دو تن از پادشاهان باوندیان بوده‌است؛ شروین پسر سرخاب و شروین پسر رستم. نویسندهٔ کتاب مرزبان‌نامه، از شاهزادگان تبرستان و به نام مرزبان پسر رستم شروین و پسرش باراد بوده‌است(یعنی نیای او نامش شروین بوده‌است).
- شروین قطعه‌ای گوینده و مدیر دوبلاژ
- شروین مهاجر آهنگساز و نوازنده کمانچه
- شروین وکیلی نویسنده، جامعه‌شناس و اسطوره‌پژوه
- شروین جزایری کوهنورد
- شروین حاجی‌پور خواننده
- شروین بزرگ بازیکن فوتبال
- شروین رجبعلی فردی بازیکن فوتبال آلمانی
- شروین پیشه‌ور کارآفرین ایرانی-آمریکایی

## معنا
شروین به معنای کسی است که همه او را دوست دارند (معشوق مردمان) و همچنین به معنی همیشه پایدار و نامی است برای پسران. در سفینهٔ تبریز، شروین به معنی «معشوق مردمان» آمده‌است.
همچنین شروین از دو بخش شر و وین تشکیل شده که وین پسوند مانستگی و شر نیز خلاصه شده واژه شیر است که معنی آن همانند شیر می شود.

## مکان‌ها
- شروین کوه کوهستانی در طبرستان
- جان‌پناه شروین پناهگاه کوهنوردی در دامنه توچال

## شهاب‌سنگ شروین
در سال ۲۳۱ خورشیدی برابر با ۲۳۷ قمری شهاب‌سنگی در روستای رسکت واقع در بخش دودانگه در شهرستان ساری، سقوط کرد که به نام «شهاب سنگ اسپهبد شروین» خوانده شد. برخی پژوهشگران برج رسکت را یادمانی چندمنظوره در نزدیکی محل سقوط این شهاب‌سنگ می‌دانند.